# NGC 5864
NGC 5864 este o galaxie lenticulară situată în constelația Fecioara. A fost descoperită în 27 mai 1786 de către William Herschel. Se află la o distanță de 29 de megaparseci de Pământ.